# Uffelte
Uffelte (52° 47′ N, 6° 17′ L) é uma cidade dos Países Baixos, na província de Drente. Uffelte pertence ao município de Westerveld, e está situada a 15 km, a oeste de Hoogeveen.
Em 2001, a cidade de Uffelte tinha 818 habitantes. A área urbana da cidade é de 0.30 km², e tem 338 residências.
A área de Uffelte, que também inclui as partes periféricas da cidade, bem como a zona rural circundante, tem uma população estimada em 1420 habitantes.